# 哈里·格雷
哈里·巴克斯·格雷（英語：Harry Barkus Gray，1935年11月14日—），美国加州理工学院阿諾德·貝克曼（Arnold O. Beckman）化学教授，其重点研究内容在电子转移領域，並分別在无机化学、生物化学和生物物理学等诸多领域都有涉及。他同時是1991年普利斯特里奖和2004年沃尔夫化学奖得主。

## 生平
哈里·格雷西於1957年在西肯塔基大學取得化學理學士學位，隨後他開始在西北大學接受弗萊德·巴索洛與雷夫·皮爾遜的指導下研究無機化學領域，並於1960年獲得哲學博士學位。在西北大學期間，哈里於1958年獲邀加入化學年會宇普西龍（Upsilon）分部。在1960年到1961年期間，哈里於哥本哈根大學花費1年的時間擔任國家科學基金博士後研究員，他在那裡與沃爾特·曼奇（Walter A. Manch）共事，並與卡爾·巴爾豪森（Carl J. Ballhausen）共同研究金屬複合物的電子結構。
離開哥本哈根大學後，哈里回到美國紐約哥倫比亞大學任教，並在1961年到1963年期間為助理教授，1963年到1965年期間為副教授，1965年到1966年期間為教授。
1966年後，哈里轉任加利福尼亞理工學院阿諾德·貝克曼（Arnold O. Beckman）化學教授與貝克曼研究所創始總監。

## 研究領域
哈里·格雷領導的跨領域研究計劃包括無機化學、生物化學和生物物理學等，解決這些領域的根本問題；而電子轉移化學是這些領域一統的大多數研究主題項目。
在過去25年間，哈里領導的團隊一直在測量以無機氧化還原試劑標記的金屬蛋白中，遠距離電子轉移反應的動能。他的團隊在早期研究表明，蛋白質內部結構的細節主導了電子轉移速率。目前哈里的團隊的研究著重在中間體蛋白質的自由基如何加速遠距離電子轉移。這項研究正與加州理工學院貝克曼研究所的傑·溫克勒共同合作，開發能用於測量Ru-與Os-在晶體的電子轉移速率的技術，並以鐵（III）-細胞色素c晶體參雜鋅（II）-細胞色素c方式重新改良天青蛋白。這種將光敏劑整合到蛋白質晶體中的方法，為研究生化反應機能提供一個有效的新技術。哈里與溫克勒的共同團隊還利用電子轉移化學，來探測細胞色素c中的蛋白質摺疊機能。
因哈里·格雷在生物無機化學領域的開創研究，揭開了新的蛋白質結構和遠距離電子轉移原理，使他在2004年獲得沃爾夫化學獎。
另外，哈里在金屬複合物的化學鍵、無機反應機制、光譜學以及無機化合物磁化學等理論作出貢獻，他的第一個三角稜柱結構型複合物的研究即是在這方面的領域。不過，哈里最重要的研究領域在化學和生物學之間。作為生物無機化學重要地先驅並帶領這一領域蓬勃發展的一員，哈里為此做出許多關鍵地貢獻，其中最重要貢獻在生物系統中於原子能階的電子轉移的基礎理論。

### 主要出版品
以下為與哈里·格雷相關的研究出版品。
- Ponce, Adrian; Gray, Harry B.; Winkler, Jay R. . Journal of the American Chemical Society. August 2000, 122 (34): 8187–8191. doi:10.1021/ja000017h.
- Babini, Elena; Bertini, Ivano; Borsari, Marco; Capozzi, Francesco; Luchinat, Claudio; Zhang, Xiaoyu; Moura, Gustavo L. C.; Kurnikov, Igor V.; Beratan, David N.; Ponce, Adrian; Di Bilio, Angel J.; Winkler, Jay R.; Gray, Harry B. . Journal of the American Chemical Society. May 2000, 122 (18): 4532–4533. doi:10.1021/ja994472t.
- Winkler, J. R.; Di Bilio, Angel J.; Farrow, N. A.; Richards, J. H.; Gray, H. B. . Pure and Applied Chemistry. 1 January 1999, 71 (9): 1753–1764. doi:10.1351/pac199971091753.
- Dmochowski, I. J.; Crane, B. R.; Wilker, J. J.; Winkler, J. R.; Gray, H. B. . Proceedings of the National Academy of Sciences. 9 November 1999, 96 (23): 12987–12990  [2017-08-10]. Bibcode:1999PNAS...9612987D. doi:10.1073/pnas.96.23.12987. （原始内容存档于2016-08-29）.
- Wilker, Jonathan J.; Dmochowski, Ivan J.; Dawson, John H.; Winkler, Jay R.; Gray, Harry B. . Angewandte Chemie International Edition. 15 January 1999, 38 (1–2): 89–92. doi:10.1002/(SICI)1521-3773(19990115)38:1/2<89::AID-ANIE89>3.0.CO;2-R.
- Telford, Jason R.; Wittung-Stafshede, Pernilla; Gray, Harry B.; Winkler, Jay R. . Accounts of Chemical Research. November 1998, 31 (11): 755–763. doi:10.1021/ar970078t.
- Gray, Harry B.; Winkler, Jay R. . Annual Review of Biochemistry. June 1996, 65 (1): 537–561  [2017-08-10]. doi:10.1146/annurev.bi.65.070196.002541. （原始内容存档于2019-05-18）.
- Pascher, T.; Chesick, J. P.; Winkler, J. R.; Gray, H. B. . Science. 15 March 1996, 271 (5255): 1558–1560  [2017-08-10]. Bibcode:1996Sci...271.1558P. doi:10.1126/science.271.5255.1558. （原始内容存档于2017-08-10）.
- Langen, R; Chang, I.; Germanas, J.; Richards, J.; Winkler; Gray, H. . Science. 23 June 1995, 268 (5218): 1733–1735  [2017-08-10]. Bibcode:1995Sci...268.1733L. doi:10.1126/science.7792598. （原始内容存档于2017-08-10）.
- Grinstaff, M.; Hill, M.; Labinger, J.; Gray, H. . Science. 27 May 1994, 264 (5163): 1311–1313  [2017-08-10]. Bibcode:1994Sci...264.1311G. doi:10.1126/science.8191283. （原始内容存档于2017-08-10）.

## 獎項與榮耀
以下為哈里·格雷所獲得的獎項與榮耀：

| - 美國化學學會純化學獎（1970年） - 托勒曼獎（1979年） - 美國國家科學獎章（1986年） - 美國化學家學會金牌獎章（1990年） - 普利斯特里獎（1992年） - 哈維獎（2000年） | - 富蘭克林化學獎章（2004年） - 沃爾夫化學獎（2004年） - 威爾契化學獎（2009年） - 化學年會名人堂（2012年） - 奧斯默金牌獎章（2013年） |  |